# Joe Soto
Pour les articles homonymes, voir Soto.
Joe Soto, né le 22 mars 1987 à Porterville en Californie, est un pratiquant professionnel américain d'arts martiaux mixtes (MMA). Il combat actuellement à l'Ultimate Fighting Championship dans la catégorie des poids coqs.

## Carrière

### Ultimate Fighting Championship
Lors de l'UFC 173, Joe Soto devait affronter Anthony Birchak. L'événement principal de la carte devait être un re-match entre le champion des poids coqs T.J. Dillashaw et l'ancien champion Renan Barão. Barão ayant annoncé ne pas pouvoir disputer le match de championnat, il est remplacé à la dernière seconde par Joe Soto.
Soto perd par KO au 5e round.

## Palmarès en arts martiaux mixtes
| 25 combats     | 18 victoires | 7 défaites |
| Par KO         | 5            | 4          |
| Par soumission | 10           | 2          |
| Sur décision   | 3            | 1          |

| Résultat | Record | Adversaire       | Méthode                                           | Événement                                   | Date              | Round | Temps | Lieu                                    | Notes                                                    |
| -------- | ------ | ---------------- | ------------------------------------------------- | ------------------------------------------- | ----------------- | ----- | ----- | --------------------------------------- | -------------------------------------------------------- |
| Défaite  | 18-7   | Iuri Alcantara   | TKO (Coup de pied au corps et coups de poing)     | UFC Fight Night 125 - Machida vs. Anders    | 3 février 2018    | 1     | 1:06  | Belém, Brésil                           |                                                          |
| Défaite  | 18-6   | Brett Johns      | Soumission (écrasement de mollet)                 | UFC - The Ultimate Fighter 26 Finale        | 1er décembre 2017 | 1     | 0:30  | Las Vegas, Nevada, États-Unis           |                                                          |
| Victoire | 18-5   | Rani Yahya       | Décision unanime                                  | UFC Fight Night: Belfort vs. Gastelum       | 11 mars 2017      | 3     | 5:00  | Fortaleza, Ceará, Brésil                |                                                          |
| Victoire | 17-5   | Marco Beltrán    | Soumission (heel hook)                            | The Ultimate Fighter Latin America 3 Finale | 5 novembre 2016   | 1     | 1:37  | Mexico, Mexique                         |                                                          |
| Victoire | 16-5   | Chris Beal       | Soumission (étranglement arrière)                 | UFC Fight Night: MacDonald vs. Thompson     | 18 juin 2016      | 3     | 3:39  | Ottawa, Ontario, Canada                 |                                                          |
| Défaite  | 15-5   | Michinori Tanaka | Décision partagée                                 | UFC 195: Lawler vs. Condit                  | 2 janvier 2016    | 5     | 5:00  | Las Vegas, Nevada, États-Unis           |                                                          |
| Défaite  | 15-4   | Anthony Birchak  | KO (coups de poing)                               | UFC Fight Night : Boetsch vs. Henderson     | 6 juin 2015       | 1     | 1:37  | Nouvelle-Orléans, Louisiane, États-Unis |                                                          |
| Défaite  | 15-3   | T.J. Dillashaw   | KO (head kick et coups de poing)                  | UFC 177: Dillashaw vs. Soto                 | 14 décembre 2013  | 5     | 2:20  | Sacramento, Californie, États-Unis      | Pour le titre des poids coqs de l'UFC.                   |
| Victoire | 15-2   | Terrion Ware     | Soumission (north-south choke)                    | Tachi Palace Fights 20                      | 7 août 2014       | 3     | 2:48  | Lemoore, Californie, États-Unis         |                                                          |
| Victoire | 14-2   | Jeremiah Labiano | TKO (arrêt du médecin)                            | Tachi Palace Fights 18                      | 6 février 2014    | 3     | 4:16  | Lemoore, Californie, États-Unis         | Remporte le titre des poids coqs du Tachi Palace Fights. |
| Victoire | 13-2   | Cory Vom Baur    | Soumission (étranglement en guillotine)           | Tachi Palace Fights 17                      | 14 novembre 2013  | 1     | 4:36  | Lemoore, Californie, États-Unis         |                                                          |
| Victoire | 12-2   | Chad George      | Soumission technique (étranglement en guillotine) | Tachi Palace Fights 13                      | 10 mai 2012       | 2     | 2:01  | San Jose, Californie, États-Unis        |                                                          |
| Victoire | 11-2   | Chris David      | Soumission (étranglement arrière)                 | TWC 13: Impact                              | 27 janvier 2012   | 2     | 4:28  | Porterville, Californie, États-Unis     |                                                          |
| Victoire | 10-2   | Romeo McCovey    | Décision unanime                                  | Norcal Fight Fest                           | 15 octobre 2011   | 3     | 5:00  | Blue Lake, Californie, États-Unis       |                                                          |
| Défaite  | 9-2    | Eddie Yagin      | Soumission (étranglement en guillotine)           | Tachi Palace Fights 10                      | 5 août 2011       | 1     | 2:00  | Lemoore, Californie, États-Unis         | Pour le titre des poids plumes du Tachi Palace Fights.   |
| Défaite  | 9-1    | Joe Warren       | KO (coup de genou et coups de poing)              | Bellator 27                                 | 2 septembre 2010  | 1     | 2:01  | San Antonio, Texas, États-Unis          | Perd le titre des poids plumes du Bellator.              |
| Victoire | 9-0    | Diego Saraiva    | TKO (arrêt du médecin)                            | Bellator 19                                 | 20 mai 2010       | 1     | 5:00  | Lemoore, Californie, États-Unis         | Défend le titre des poids plumes du Bellator.            |
| Victoire | 8-0    | Mike Christensen | Soumission (gogoplata)                            | Tachi Palace Fights 1                       | 8 octobre 2009    | 1     | 2:06  | Lemoore, Californie, États-Unis         |                                                          |
| Victoire | 7-0    | Yahir Reyes      | Soumission (étranglement en guillotine)           | Bellator 10                                 | 5 juin 2009       | 2     | 4:11  | Ontario, Californie, États-Unis         | Remporte le titre des poids plumes du Bellator.          |
| Victoire | 6-0    | Wilson Reis      | Décision unanime                                  | Bellator 6                                  | 8 mai 2008        | 3     | 5:00  | Robstown, Texas, États-Unis             |                                                          |
| Victoire | 5-0    | Ben Greer        | TKO (coups de poing)                              | Bellator 1                                  | 3 avril 2008      | 1     | 3:40  | Hollywood, Floride, États-Unis          |                                                          |
| Victoire | 4-0    | Anthony Luna     | Soumission (kimura)                               | Gladiator Challenge 86: Day of the Dead     | 2 novembre 2008   | 1     | 0:33  | Miami, Floride, États-Unis              |                                                          |
| Victoire | 3-0    | Brandon Jinnies  | TKO (coups de poing)                              | Palace FC 10: Explosive                     | 26 septembre 2008 | 1     | 0:59  | Lemoore, Californie, États-Unis         |                                                          |
| Victoire | 2-0    | Darren Crisp     | Soumission (clé de genou)                         | Palace FC 9: The Return                     | 18 juillet 2008   | 1     | 1:08  | Lemoore, Californie, États-Unis         |                                                          |
| Victoire | 1-0    | Jared Williams   | TKO (coups de poing)                              | Gladiator Challenge 76: Alpha Dog Challenge | 16 juillet 2006   | 1     | 3:26  | Porterville, Californie, États-Unis     |                                                          |